# 第30师团 (日本陆军)
第30师团（第30師団）是大日本帝國陸軍师团之一。

## 沿革
1943年5月14日被下令编成，但由于原先预定编入第30师团的步兵第41联队（原第5师团的福山联队）被编入南海支队，前往东部巴布亚新几内亚的奥恩斯坦利山脉的原因。第30师团始终以2个步兵联队的编制在平壤待命。
步兵第41联队在奥恩斯坦利山脉与美军持续交战直到1944年2月才正式编入第30师团的建制。4月中旬第30师团到达菲律宾棉蘭老島，担任岛北部的防御。8月，被编入负责菲律宾南部防御任务的第35軍（指挥官为铃木宗作中将）麾下。负责菲律宾和棉兰老岛的守备任务。1944年10月12日，雷伊泰島戰役爆发，先期投入的第41联队的2个大队以及12月投入另外2个大队均在美军的攻势下全军覆没，之后师团主力在棉蘭老島戰役中，在没有援兵且补给被切断的情况下进行持久作战，直到终战。

## 师团概要

### 歴代师团長
- 小林淺三郎 中将 1943年6月10日 -
- 両角業作 中将 1944年3月28日 -

### 最終所属部隊
- 步兵第41联队（福山）：炭谷鷹義大佐
- 步兵第74联队（咸興）：根岸幹大佐
- 步兵第77联队（平壌）：新郷栄次大佐
- 捜索第30联队：名波敏郎大佐
- 野砲兵第30联队：大塚曻大佐
- 工兵第30联队：大内維武大佐
- 輜重兵第30联队：吉村繁次郎中佐
- 第30师团通信隊：村上一男少佐
- 第30师团兵器勤務隊：前田光吉大尉
- 第30师团衛生隊
- 第30师团第1野战医院：大重弥吉大尉
- 第30师团第2野战医院
- 第30师团第4野战医院
- 第30师团病馬廠：梶浦正市兽医大尉
- 第30师团防疫給水部：須賀木一軍医少佐